# Arthur Cravan
|  | No s'ha de confondre amb Arthur Caravan. |

Arthur Cravan   (Lausana, 22 de maig de 1887 - Río Bravo, 1918) fou un artista multidisciplinar, considerat un precursor del dadaisme: nebot patern d'Oscar Wilde, fill d'expatriats britànics, germà d'Otho Lloyd, coetani de Jack Johnson (boxejador) i marit de la poeta Mina Loy, la seua trajectòria artística tingué lloc sobretot a París i Nova York, abans de desaparéixer en circumstàncies estranyes.

## Biografia
Nascut Fabian Avenarius Lloyd, sos pares eren Otho Holland Lloyd i Clara St. Clair-Hutchinson, ambdós de bona casa; el seu avi patern, Horace Lloyd, va ser conseller de la reina Victòria I del Regne Unit i sa tia, Constance Lloyd, estigué casada amb Wilde; com a ciutadà anglés estudià a un col·legi britànic, del qual l'expulsaren per agredir a un professor.
Lloyd adoptà el nom artístic d'Arthur Cravan en arribar a París el 1909, en homenatge al poeta Arthur Rimbaud i referència al municipi de Cravans, lloc de procedència de la seua companya; Cravan utilitzà altres heterònims en la seua «revista» Maintentant, i també se l'ha identificat amb el pintor Édouard Archinard, del qual només se sap que expongué quaranta obres entre el 16 i el 28 de març del 1914 en la galeria Bernheim-Jeune.
De Maintenant eixiren cinc números entre 1912 i 1915, escrits, editats, autopublicats i venuts per ell mateix per tot París amb un carret de verdures: entre els continguts de la revista n'hi hagueren crítiques ferotges al Salon des indépendants, a l'escriptor André Gide —aparentment com a venjança pel seu desdeny cap a Wilde; la crítica hauria afectat notablement a Gide— o a la pintora Marie Laurencin, l'amant de la qual, Guillaume Apollinaire, el reptà a un dol per haver escrit d'ella que «A esta li aniria bé que li aüssaren les sinagües i li clavaren una gran… en algun lloc per a ensenyar-li que l'art no és una pose davant de l'espill», una afirmació que concretà en un apèndix titulat "Primera clausura d'un incident": «A esta li aniria bé que li aüssaren les sinagües i li clavaren una gran astronomia en el teatre de varietats.»

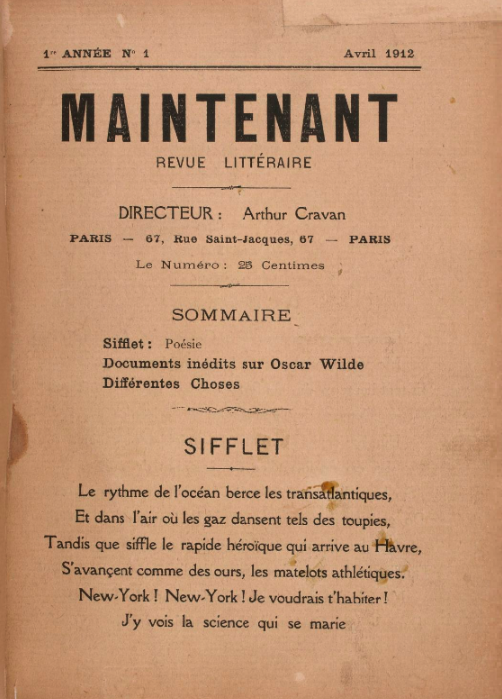
Maintenant núm. 1
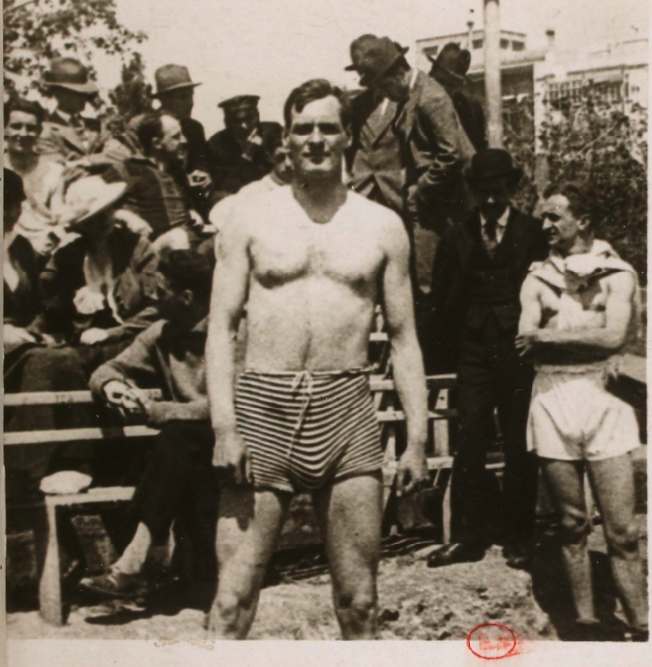
Cravan, ca. 1916
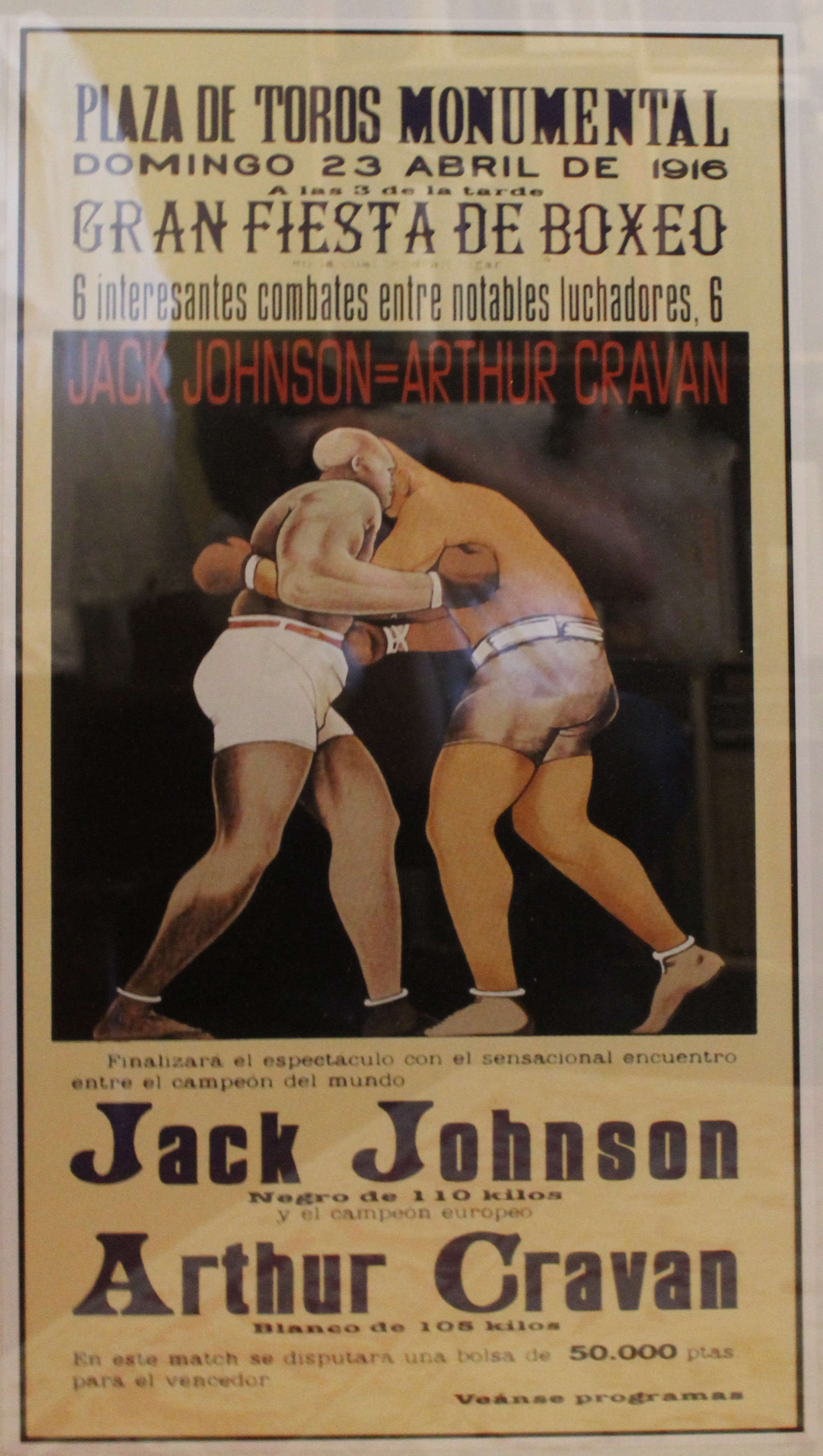
cartell de Barcelona

El 1916, a Madrid, Cravan assistí al combat de boxeig de l'afroamericà Jack Johnson —ex campió del món— contra el jamaicà Frank Crocier, després del qual desafià Johnson a un combat: el duel tingué lloc el 23 d'abril del mateix any a la Monumental de Barcelona i, encara que no s'omplí, hi assistiren personalitats internacionals que en l'època residien a la ciutat, com son germà Otho, l'adés nomenada Laurencin, Olga Sacharoff, els Gleizes i els Delaunay; Johnson guanyà per KO al sext round, encara que segons els testimonis allò va ser una xarlotada i que, si haguera volgut, l'hauria noquejat molt abans.

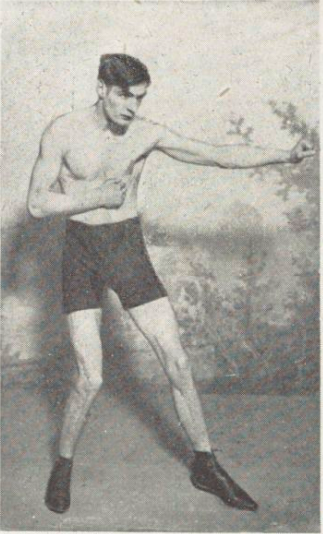
Boxejant, el 1910

L'últim combat de Cravan se celebrà el 15 de setembre del 1918 a la Ciutat de Mèxic: el programa incloïa dos combats més i varietats musicals i xarlotades, com era habitual en les places de bous de l'època; Cravan aplegà cap a les 14.30 acompanyat per Enrique Ugartechea Ursus, el primer lluitador de lluita lliure mexicana, que feu d'àrbitre; el seu adversari, Jim Smith, arribà un poc més tard, quan Cravan ja es veia guanyador per absència de contrincant com l'any 1910, en què guanyà dos títols de campió a França en no presentar-se els adversaris. Però Smith aplegà només mitja hora més tard que ell; la vesprada començà a les 15.30 amb un duel a cinc assalts entre Honorato Castro i Roberto Porras que acabà en empat tècnic, seguit d'un número còmic del Cuatazón Berinstain que no pogué acabar davant l'enuig del públic en imitar un retor; els promotors intentaren avançar l'eixida al ring d'Smith i Cravan —l'espectacle principal—, però ambdós es negaren: el combat començà a l'hora prevista, a vint assalts i sengles premis de vint mil i dos mil pesos mexicans per al guanyador i el finaliste. Encara que el blanc feia un pam més d'alçada que el negre i pesava vint kilos més, aquell prengué la iniciativa a l'atac, però sense poder trencar la seua defensa; Cravan, de braços més llargs, aconseguí tombar-lo un parell de voltes durant el primer assalt, però Smith canvià d'estratègia i aconseguí colpejar Cravan, que llavors passà a atacar i descuidà la defensa, la qual cosa precipità el desenllaç del combat a favor d'Smith, que el deixà KO als sis minuts de combat, mentre el públic xiulava i reclamava el retorn de les entrades. En repartir els diners del premi entre els seus mitgers, Cravan es quedà sense fons per a assegurar el seu passatge junt a Loy.
El novembre del 1918, Cravan desaparegué després de fer-se a la mar amb una barqueta restaurada per ell mateix: Loy el buscà durant anys i, en entrevistes posteriors a la desaparició, reconegué que els seus millors records foren els del temps amb Cravan; encara que la hipòtesi més segura és que morira ofegat, la seua figura donà lloc a tota classe d'especulacions, entre les quals l'aparició a París d'un personatge anomenat Fabian Hope que assegurava posseir manuscrits inèdits d'Oscar Wilde;

### Influència pòstuma

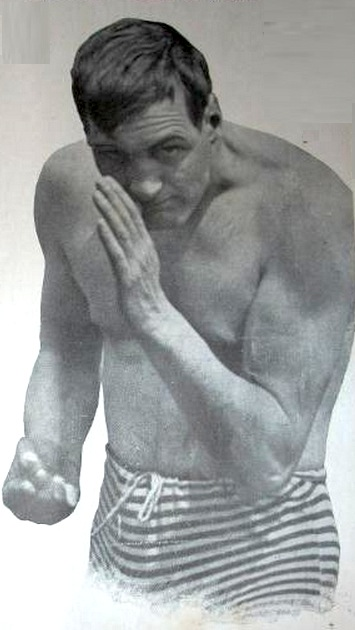
Posat en la revista Stadium (1916)

El 1942, André Breton publicà un article sobre Cravan en la revista VVV, on el qualifica de «geni en brut»:
| « | En ell s'acomplix sense compromís la voluntat de Rimbaud: "Cal ser absolutament modern…" La seua activitat durant alguns anys es desenvolupa en una atmosfera d'absoluta irreverència, de provocació i d'escàndol que anuncia el Dadà. | » |
| — | |   |

Abans de la dècada de 1960, durant la qual va ser mitificat per la generació Beat, se l'havia situat traficant marfil a l'Àfrica central o caçant balenes a l'Antàrtida, mentre altres versions asseguraven que havia mort d'una ganivetada a una sala de ball mexicana o en la travessia del Rio Bravo.
El grup de música alcoià Arthur Caravan va prendre eixe nom en 2002 com a homenatge. El poeta Eduard Escoffet i el músic Pope el 2021 l'homenatgen amb la cançó Cravan en el projecte Barba Corsini.

## Filmografia
| A.   | Direcció       | Títol                        | Gènere     |
| ---- | -------------- | ---------------------------- | ---------- |
| 1916 | [ 10 ]         | Cravan entrenant a Barcelona | metratge   |
| 2002 | Isaki Lacuesta | Cravan vs. Cravan            | documental |